# 瑞典波美拉尼亚
瑞屬波美拉尼亚（瑞典語：德語：）是1630年至1815年间属于瑞典国王的领地，位于今德国和波兰波罗的海沿岸地带。此地是瑞典继波兰战争和三十年战争后所获领土，包括波美拉尼亚、利沃尼亚和普鲁士地区。首府1630年至1720年为斯德丁，1720年至1815年为施特拉尔松德。不过，瑞典波美拉尼亚没有直接成为瑞典的一部分，而仍属于神圣罗马帝国。拿破仑战争期间，瑞典波美拉尼亚划给了丹麦，以交换挪威。1815年，此地并入普鲁士。

## 历任总督
- 瑞典時期（1630-1715）
  - 斯坦·斯万特松·比尔克（1633–1638）
  - 约翰·巴内尔（1638–1641）
  - 伦纳特·托斯顿森（1641–1648）
  - 卡尔·古斯塔夫·弗兰格尔（1648–1652）
  - 阿克塞尔·歷歷（1652–1654）
  - 阿维德·维滕贝格（1655–1656）
  - 卡尔·古斯塔夫·弗兰格尔（1656–1676）
  - 奥托·威廉·柯尼格斯马克（1679–1687）
  - 尼尔斯·比尔克（1687–1698）
  - 尤尔根·梅林（1698–1711）
  - 莫里茨·韦林克（1711–1713）
- 丹麦時期（1715–1721）
  - 弗朗茨·约阿希姆·冯·杜维茨（1715–1719）
  - 约布斯特·冯·舒尔滕（1719–1721）
  - 老约翰·奥古斯特·梅耶费尔特（1713–1747）
  - 阿克塞尔·洛文（1748–1767）
  - 小汉斯·亨里克·冯·列文（1767–1772）
  - 弗雷德里克·科尼利厄斯·索尔斯·德·维特泽（1772–1776）
  - 弗雷德里克·维尔赫尔姆·冯·黑森斯坦（1776–1791）
  - 埃里克·鲁斯（1792–1795）
  - 菲利普·朱利叶斯·伯恩哈德·冯·普拉滕（1796–1800）
  - 汉斯·亨利克·冯·埃森（1800–1812）
- 法国時期（1807–1813）
  - 纪尧姆·玛丽·安妮·布律納（1807年8月）
  - 加布里埃尔·让·约瑟夫·莫利托（1807年10月）
  - 雅克·拉扎尔·德·萨瓦蒂埃·德·坎德拉斯（1807年11月—1808年3月）
  - 约瑟夫·莫兰德（1812–1813）
  - 约翰·奥古斯特·桑德斯（1812–1815）
  - 威廉·马尔特·祖·普特布斯（1815）